# Bandiera delle Bahamas
La bandiera delle Bahamas venne adottata il 10 luglio 1973. La bandiera consiste di tre bande orizzontali di uguale misura. Le due esterne sono azzurre e quella centrale e gialla, rappresentano il sole delle Bahamas e l'acqua che le circonda. Un triangolo nero che simboleggia il potere del popolo delle Bahamas è presente sul lato dell'asta.
È usata come bandiera di comodo.
Le bandiere navali sono basate sulla Red Ensign e sulla White Ensign britanniche.
La bandiera navale civile è rossa con una croce bianca di San Giorgio e la bandiera nazionale nel cantone; la bandiera navale militare è bianca con una croce rossa di San Giorgio e la bandiera nazionale nel cantone.

## Bandiere storiche

Bandiera della Colonia britannica delle Isole Bahama (1869-1904)
Bandiera della Colonia britannica delle Isole Bahama (1904-1923)
Bandiera della Colonia britannica delle Isole Bahama (1923-1953)
Bandiera della Colonia britannica delle Isole Bahama (1953-1964)
Bandiera della Colonia britannica delle Isole Bahama (1964-1973)